# بروس رايند
بروس رايند (بالإنجليزية: Bruce Rind)‏  عالم نفس ولاعب شطرنج ولد في 3 أغسطس 1953 ودرس النشاط الجنسي للأفراد تحت السن القانونية. أثار جدلاً كبيراً اثر الدراسة التي قام بها حول أثر الاعتداء على الاطفال في سن البلوغ بمراجعة قام بها لعدد من الدراسات التي كانت تثبت هذا الأمر مشككاً بها ومظهراً عكس ما تطرح بين من يدعوه بالمدافع عن اغتصاب الأطفال فقط لانه نفى وجود التأثير المذكور وبين من يؤيد طرحه الذي ينظر له البعض على أنه مسمار آخر في نعش علم النفس العلاجي. 
وقد كتب أيضاً عن تأثير الإقناع في الإعلانات.

## الحياة والعمل
ولد رايند في فيلادلفيا، وكان لاعب شطرنج في مراهقته وقد حاز على جائزة في الشطرنج.
نال البكالوريوس من جامعة ويليام وماري. ثم درس في جامعة تيمبل، حائزاً على درجة الماجستير، ثم الدكتوراه في علم النفس عام 1990. وقد اختبر بأطروحته تأثير الإقناع في الاعلانات. وعمل في التدريس بنفس الجامعة حتى عام 2007.

### البحث في الجنس
في عام 1997 نشر رايند مع تروموفيتش دراسة مراجعة حول 7 دراسات تضمنت 8500 مشترك فحصت مشاكل ضحايا الاعتداء الجنسي على الأطفال، وقد استنتجا امراً معاكساً لما تفترضه هذه الدراسات من التأثير طويل الامد وتأثير الاعتداء عند البلوغ.
نذكر من خلاصة دراسة بروس رايند: بالاستجابة لما يتوفر من ابحاث متنامية في الارتباطات النفسية حول الاعتداء الجنسي على الأطفال نفذ عدد كبير جدا من الباحثين مقالات علمية حول هذه الارتباطات وبين هؤلاء النقاد ان الاعتداء الجنسي على الأطفال مقترن مع تشكيلة كبيرة من المشاكل المنتظمة، وقد ضمن أو لخص عدد كبير من الباحثين بعض المشاكل أو الاضرار التي يعاني منها مجموعة من الاشخاص تعرضوا للاعتداء الجنسي على الأطفال ومنها:
1. الاعتداء الاجنسي على الأطفال يسبب ضرر نفسي.
2. الضرر يكون واسع الانتشار
3. الضرر شديد جدا
4. الاولاد والبنات يتعرضون للإساءة الجنسية بشكل متساوي.

لكن هناك استثناءت قليلة وهي ان هؤلاء النقاد ضمنوا مقالاتهم دراسات غالبيتها باستخدام عينات سريرية وعينات من المحاكم وتلك العينات لايمكن ان تكون ممثلة لعموم المجموعة السكانية. لتقييم الضمنيات والاستنتاجات من تلك المقالات قمنا بقراءة في سبعة دراسات باستخدام الاحتمالية لعينات من مختلف انحاء الولايات المتحدة والتي تكون مناسبة للاستدلال عن المجموعة السكانية. وقد رأينا عكس ما ظهر في الدراسات التي ركزت على الانحياز في العينات في عموم المجموعة السكانية وقد وجدنا ان الاعتداء الجنسي على الأطفال غير مرتبط مع سعة انتشار الضرر وان الضرر عند حدوثه لايكون شديداً في العادة. وايضا الاعتداء الجنسي على الأطفال غير متساوي بين الذكور والإناث.  
ثم قام رايند بمراجعة أخرى مع تروموفيتش في السنة التالية شملت مراجعة لـ 59 دراسة حول 35703 شخص من طلبة الكليات. وقد ادان كل من مجلس الشيوخ الأمريكي ومجلس النواب الامريكي الدراسة المنشورة. ولم تدافع جمعية علم النفس الامريكية عن الدراسة وقد دعاها البعض بأنها خاطئة سياسياً وصحيحة علميا. واتهمت انها توظف مغالطة الطبيعة.
دافع رايند عن الاخرين ممن بحثوا في الجنس مثل راي بلانشارد، الذي انتقد البحوث في مجال الجنس. رايند وريتشارد يول من جامعة غلاسكو نشرا نقداً لمحاولات تصنيف شهوة المراهقين كمرض نفسي. واقترحوا اضافتها في دليل التشخيص النفسي الخامس كحالة ناتجة من مشكلات اجتماعية.
رايند درس ايضاً العوامل التي تجعل عملاء المطاعم يتركون مالاً أكثر للنادل كاكرامية.

## روابط خارجية
- بروس رايند على موقع الاتحاد الدولي للشطرنج (الإنجليزية)
- بروس رايند على موقع مباريات الشطرنج (الإنجليزية)
- بروس رايند على موقع 365Chess.com (الإنجليزية)
- بروس رايند على موقع Chesstempo.com (الإنجليزية)
- بروس رايند على موقع الاتحاد الأمريكي للشطرنج (الإنجليزية)